# John R. Fellows
John R. Fellows (ur. 29 lipca 1832 w Troy, zm. 7 grudnia 1896 w Nowym Jorku) – amerykański polityk, członek Partii Demokratycznej.

## Działalność polityczna
Od 1866 do 1867 zasiadał w Senacie Arkansas. W okresie od 4 marca 1891 do 3 marca 1893 przez jedną kadencję był przedstawicielem 6. okręgu, a od 4 marca 1893 do rezygnacji 31 grudnia 1893 przez jedną kadencję przedstawicielem 14. okręgu wyborczego w stanie Nowy Jork w Izbie Reprezentantów Stanów Zjednoczonych.